# 第89回都市対抗野球大会予選
第89回都市対抗野球大会予選は、第89回都市対抗野球大会に出場するチームを決定する2次予選と代表決定戦の結果である。コールド、延長のイニングは記載しない。

## 北海道地区

### 北海道2次予選
- 代表決定リーグ戦

第1戦　JR北海道硬式野球クラブ　3－0　室蘭シャークス
第2戦　TRANSYS　1－0　航空自衛隊千歳
第3戦　JR北海道硬式野球クラブ　9－4　航空自衛隊千歳
第4戦　室蘭シャークス　12－2　TRANSYS
第5戦　室蘭シャークス　12－8　航空自衛隊千歳
第6戦　JR北海道硬式野球クラブ　10－0　TRANSYS　
（1位 JR北海道硬式野球クラブ、2位 室蘭シャークス、3位 TRANSYS、4位 航空自衛隊千歳）
JR北海道硬式野球クラブが本戦出場

## 東北地区

### 東北2次予選
- 1回戦

日本製紙石巻　3－2　富士通アイソテックベースボールクラブ
七十七銀行　10－3　水沢駒形野球倶楽部
JR秋田　12－2　オールいわきクラブ
JR盛岡　8－5　弘前アレッズ
- 2回戦

日本製紙石巻　10－4　TDK
七十七銀行　5－3　きらやか銀行
トヨタ自動車東日本　5－1　JR秋田
JR東日本東北　14－2　JR盛岡
- 準決勝

日本製紙石巻　8－5　七十七銀行
トヨタ自動車東日本　10－4　JR東日本東北
- 第1代表決定戦

トヨタ自動車東日本　4－2　日本製紙石巻
- 敗者復活1回戦

富士通アイソテックベースボールクラブ　4－2　JR秋田
JR盛岡　10－0　水沢駒形野球倶楽部
TDK　20－1　オールいわきクラブ
きらやか銀行　12－2　弘前アレッズ
- 敗者復活2回戦

JR盛岡　5－3　富士通アイソテックベースボールクラブ
TDK　1－0　きらやか銀行
- 敗者復活3回戦

七十七銀行　1－0　JR盛岡
JR東日本東北　8－0　TDK
- 敗者復活4回戦

七十七銀行　17－7　JR東日本東北
- 第2代表決定戦

七十七銀行　3－2　日本製紙石巻
トヨタ自動車東日本、七十七銀行が本戦出場

## 北信越地区

### 北信越2次予選
- 1回戦

伏木海陸運送　4－0　佐久コスモスターズ硬式野球クラブ
信越硬式野球クラブ　6－3　ロキテクノベースボールクラブ
バイタルネット　6－1　富山ベースボールクラブ
千曲川硬式野球クラブ　10－0　新潟コンマーシャル倶楽部
- 準決勝

信越硬式野球クラブ　4－2　伏木海陸運送
千曲川硬式野球クラブ　5－4　バイタルネット
- 代表決定戦

信越硬式野球クラブ　4－0　千曲川硬式野球クラブ
信越硬式野球クラブが本戦出場

## 北関東地区

### 北関東2次予選
- 1回戦

SUBARU　2－0　日本ウェルネススポーツ大学
新日鐵住金鹿島　10－0　TSK宇都宮
全足利クラブ　6－1　茨城ゴールデンゴールズ
日立製作所　9－1　オール高崎野球倶楽部
- 代表決定リーグ戦

第1戦　SUBARU　2－0　全足利クラブ
第2戦　日立製作所　6－5　新日鐵住金鹿島
第3戦　新日鐵住金鹿島　4－1　全足利クラブ
第4戦　SUBARU　5－1　日立製作所
第5戦　日立製作所　13－1　全足利クラブ
第6戦　新日鐵住金鹿島　1－0　SUBARU
（SUBARU、新日鐵住金鹿島、日立製作所が2勝1敗で並んだため代表決定トーナメントに移行、総失点が最も少ないSUBARUが第1代表決定戦進出）
- 代表決定トーナメント1回戦

新日鐵住金鹿島　5－3　日立製作所
- 第1代表決定戦

SUBARU　6－1　新日鐵住金鹿島
- 第2代表決定戦

新日鐵住金鹿島　8－6　日立製作所
SUBARU、新日鐵住金鹿島が本戦出場

## 南関東地区

### 南関東2次予選
- 1回戦

新日鐵住金かずさマジック　10－0　オールフロンティア
Honda　11－0　YBC柏
- 準決勝

日本通運　8－0　新日鐵住金かずさマジック
Honda　11－5　JFE東日本
- 第1代表決定戦

Honda　3－0　日本通運
- 敗者復活1回戦

JFE東日本　4－3　オールフロンティア
新日鐵住金かずさマジック　13－3　YBC柏
- 敗者復活2回戦

JFE東日本　4－3　新日鐵住金かずさマジック
- 第2代表決定戦

日本通運　1－0　JFE東日本
- 第3代表決定戦

新日鐵住金かずさマジック　2－1　JFE東日本
Honda、日本通運、新日鐵住金かずさマジックが本戦出場

## 東京地区

### 東京2次予選
- 第1代表トーナメント1回戦

鷺宮製作所　5－4　REVENGE99
JR東日本　22－2　日本ウェルネススポーツ大学東京
明治安田生命　4－2　セガサミー
東京ガス　10－5　THINKフィットネス・GOLD'S GYMベースボールクラブ　
- 第1代表トーナメント2回戦

鷺宮製作所　5－4　JR東日本
東京ガス　6－1　明治安田生命
- 第1代表決定戦

鷺宮製作所　2－1　東京ガス
（敗者復活ゾーン）
- 第2代表トーナメント1回戦

日本ウェルネススポーツ大学東京　2－0　REVENGE'99
セガサミー　11－1　THINKフィットネス・GOLD'S GYMベースボールクラブ
- 第2代表トーナメント2回戦

明治安田生命　11－1　日本ウェルネススポーツ大学東京
セガサミー　3－2　JR東日本
- 第2代表トーナメント3回戦

セガサミー　4－3　明治安田生命
- 第2代表決定戦

セガサミー　5－4　東京ガス
- 第3代表決定戦

東京ガス　4－3　明治安田生命
- 第4代表トーナメント1回戦

JR東日本　17－0　日本ウェルネススポーツ大学東京
- 第4代表決定戦

JR東日本　2－0　明治安田生命
鷺宮製作所、セガサミー、東京ガス、JR東日本が本戦出場
前回大会優勝のNTT東日本は推薦により本戦出場

## 西関東地区

### 西関東2次予選
- 1回戦

甲斐府中クラブ　4－2　横浜金港クラブ
横浜中央クラブ　9－0　横浜球友クラブ
山梨球友クラブ　5－2　茅ヶ崎サザンカイツ
- 2回戦

東芝　16－0　甲斐府中クラブ
三菱日立パワーシステムズ　10－0　横浜中央クラブ
JX-ENEOS　10－0　山梨球友クラブ
- 代表決定リーグ戦

第1戦　東芝　4－2　三菱日立パワーシステムズ
第2戦　東芝　5－2　JX-ENEOS
第3戦　三菱日立パワーシステムズ　13－4　JX-ENEOS
（1位 東芝、2位 三菱日立パワーシステムズ、3位 JX-ENEOS）
東芝、三菱日立パワーシステムズが本戦出場

## 東海地区

### 東海2次予選
- 第1代表トーナメント1回戦

東邦ガス　1－0　ヤマハ
西濃運輸　2－1　東海理化
トヨタ自動車　15－0　三重高虎B.C
新日鐵住金東海REX　11－8　三菱自動車岡崎
Honda鈴鹿　6－1　山岸ロジスターズ
JR東海　9－0　永和商事ウイング
王子　6－1　三菱重工名古屋
ジェイプロジェクト　15－4　矢場とんブースターズ
- 第1代表トーナメント2回戦

西濃運輸　5－2　東邦ガス
トヨタ自動車　15－10　新日鐵住金東海REX
Honda鈴鹿　9－7　JR東海
王子　6－1　ジェイプロジェクト
- 第1代表トーナメント3回戦

トヨタ自動車　4－3　西濃運輸
Honda鈴鹿　6－4　王子
- 第1代表決定戦

トヨタ自動車　5－4　Honda鈴鹿
（敗者復活ゾーン）
- 第2代表トーナメント1回戦

王子　2－0　西濃運輸
- 第2代表決定戦

王子　4－3　Honda鈴鹿
- 第3代表トーナメント1回戦

ヤマハ　6－1　東海理化（第6代表トーナメント1回戦へ）
三菱自動車岡崎　11－0　三重高虎B.C
永和商事ウイング　8－3　山岸ロジスターズ
三菱重工名古屋　4－1　矢場とんブースターズ
- 第3代表トーナメント2回戦（敗者は第6代表トーナメント1回戦へ）

ヤマハ　7－6　新日鐵住金東海REX
東邦ガス　2－1　三菱自動車岡崎
永和商事ウイング　4－3　ジェイプロジェクト
JR東海　9－0　三菱重工名古屋
- 第3代表トーナメント3回戦

東邦ガス　3－2　ヤマハ
JR東海　1－0　永和商事ウイング
- 第3代表決定戦

東邦ガス　1－0　JR東海
（敗者再復活ゾーン）
- 第4代表トーナメント1回戦

永和商事ウイング　6－1　ヤマハ
- 第4代表トーナメント2回戦

西濃運輸　3－0　永和商事ウイング
- 第4代表決定戦

西濃運輸　4－2　Honda鈴鹿
- 第5代表決定戦

JR東海　6－2　Honda鈴鹿
（敗者再々復活ゾーン）
- 第6代表トーナメント1回戦

三菱自動車岡崎　5－1　東海理化
ジェイプロジェクト　4－3　新日鐵住金東海REX
三菱重工名古屋　1－0　ヤマハ
- 第6代表トーナメント2回戦

永和商事ウイング　3－0　三菱自動車岡崎
ジェイプロジェクト　7－0　三菱重工名古屋
- 第6代表トーナメント3回戦

永和商事ウイング　5－4　ジェイプロジェクト
- 第6代表決定戦

Honda鈴鹿　4－0　永和商事ウイング
トヨタ自動車、王子、東邦ガス、西濃運輸、JR東海、Honda鈴鹿が本戦出場

## 近畿地区

### 近畿2次予選
- 第1代表トーナメント1回戦（敗者は第4代表トーナメント1回戦へ）

ニチダイ　12－2　和歌山箕島球友会
三菱重工神戸・高砂　5－4　ミキハウスベースボールクラブ
新日鐵住金広畑　4－1　NSBベースボールクラブ
大阪ガス　12－1　関メディベースボール学院
- 第1代表トーナメント2回戦

パナソニック　2－0　ニチダイ
三菱重工神戸・高砂　2－0　日本生命
NTT西日本　3－2　新日鐵住金広畑
大阪ガス　9－0　日本新薬
- 第1代表トーナメント3回戦

三菱重工神戸・高砂　5－2　パナソニック
大阪ガス　8－0　NTT西日本
- 第1代表決定戦

三菱重工神戸・高砂　4－3　大阪ガス
（敗者復活ゾーン）
- 第2代表トーナメント1回戦

パナソニック　7－2　NTT西日本
- 第2代表決定戦

大阪ガス　6－0　パナソニック
- 第3代表トーナメント1回戦

日本生命　5－2　ニチダイ
日本新薬　4－3　新日鐵住金広畑
- 第3代表トーナメント2回戦

日本新薬　5－3　日本生命
- 第3代表決定戦

日本新薬　2－0　パナソニック
（敗者再復活ゾーン）
- 第4代表トーナメント1回戦

ミキハウスベースボールクラブ　3－2　和歌山箕島球友会
NSBベースボールクラブ　3－0　関メディベースボール学院
- 第4代表トーナメント2回戦

ミキハウスベースボールクラブ　3－2　新日鐵住金広畑
ニチダイ　13－1　NSBベースボールクラブ
- 第4代表トーナメント3回戦

ミキハウスベースボールクラブ　5－4　ニチダイ
- 第4代表トーナメント4回戦

NTT西日本　8－5　ミキハウスベースボールクラブ
- 第4代表決定戦

パナソニック　4－2　NTT西日本
- 第5代表トーナメント1回戦

日本生命　8－2　ミキハウスベースボールクラブ
- 第5代表決定戦

NTT西日本　2－1　日本生命
三菱重工神戸・高砂、大阪ガス、日本新薬、パナソニック、NTT西日本が本戦出場

## 中国地区

### 中国2次予選
- 予選リーグAグループ

第1戦　三菱自動車倉敷オーシャンズ　3－2　ツネイシブルーパイレーツ
第2戦　JR西日本　7－0　伯和ビクトリーズ
第3戦　伯和ビクトリーズ　4－3　三菱自動車倉敷オーシャンズ
第4戦　JR西日本　3－0　ツネイシブルーパイレーツ
第5戦　JR西日本　7－6　三菱自動車倉敷オーシャンズ
第6戦　伯和ビクトリーズ　5－1　ツネイシブルーパイレーツ
（1位 JR西日本、2位 伯和ビクトリーズ、3位 三菱自動車倉敷オーシャンズ、4位 ツネイシブルーパイレーツ）
- 予選リーグBグループ

第1戦　JFE西日本　4－1　光シーガルズ
第2戦　シティライト岡山　9－2　航空自衛隊防府クラブ
第3戦　光シーガルズ　10－0　航空自衛隊防府クラブ
第4戦　シティライト岡山　4－0　JFE西日本
第5戦　JFE西日本　13－0　航空自衛隊防府クラブ
第6戦　シティライト岡山　15－1　光シーガルズ
（1位 シティライト岡山、2位 JFE西日本、3位 光シーガルズ、4位 航空自衛隊防府クラブ）
- 準決勝

JFE西日本　1－0　JR西日本
伯和ビクトリーズ　7－1　シティライト岡山
- 第1代表決定戦

伯和ビクトリーズ　5－2　JFE西日本
- 敗者復活1回戦

JR西日本　8－3　シティライト岡山
- 第2代表決定戦

JR西日本　4－3　JFE西日本
伯和ビクトリーズ、JR西日本が本戦出場

## 四国地区

### 四国2次予選
- 1回戦

四国銀行　5－4　アークバリア
JR四国　7－0　松山フェニックス
- 代表決定戦

JR四国　2－1　四国銀行
JR四国が本戦出場

## 九州地区

### 九州2次予選
- 1回戦

JR九州　2－0　鮮ど市場ゴールデンラークス
エナジック　5－4　沖データ・コンピュータ教育学院
宮崎梅田学園　9－2　ビッグ開発ベースボールクラブ
苅田ビクトリーズ　12－10　新日鐵住金大分
- 2回戦

JR九州　4－1　西部ガス
沖縄電力　2－0　エナジック
九州三菱自動車　3－2　宮崎梅田学園
Honda熊本　9－1　苅田ビクトリーズ
- 準決勝

沖縄電力　6－0　JR九州
Honda熊本　12－6　九州三菱自動車
- 第1代表決定戦

Honda熊本　4－3　沖縄電力
- 敗者復活1回戦

宮崎梅田学園　4－3　鮮ど市場ゴールデンラークス
沖データ・コンピュータ教育学院　8－2　苅田ビクトリーズ
西部ガス　5－0　ビッグ開発ベースボールクラブ
エナジック　5－1　新日鐵住金大分
- 敗者復活2回戦

宮崎梅田学園　2－0　沖データ・コンピュータ教育学院
西部ガス　3－2　エナジック
- 敗者復活3回戦

JR九州　5－2　宮崎梅田学園
西部ガス　9－1　九州三菱自動車
- 敗者復活4回戦

西部ガス　3－2　JR九州
- 第2代表決定戦

西部ガス　6－2　沖縄電力
Honda熊本、西部ガスが本戦出場